# Kento Dodate
Kento Dodate (født 23. august 1992) er en japansk fodboldspiller, som spiller for den japanske fodboldklub YSCC Yokohama.